# سیارک ۲۱۶۹۹
سیارک ۲۱۶۹۹ (به انگلیسی: 21699 Wolpert، نامگذاری:1999RE64) بیست و یک هزار و ششصد و نود و نهمین سیارک کشف شده‌است که در ۷ سپتامبر ۱۹۹۹ کشف شد.
قدر مطلق سیارک برابر ۲۵.۷ است.